# Danh sách di sản thế giới tại Ả Rập Xê Út
Ả Rập Saudi chấp nhận Công ước Di sản thế giới từ ngày 7 tháng 8 năm 1978. Cho đến nay, quốc gia này đã có 6 di sản thế giới được UNESCO công nhận và tất cả đều là các di sản văn hóa. Địa điểm đầu tiên được ghi vào danh sách là Khu vực khảo cổ Al-Hijr được công nhận năm 2008, trong khi Al-Hasa được công nhận năm 2018 là di sản mới nhất được thêm vào danh sách của quốc gia này.
Ngoài ra, Ả Rập Saudi cũng có các địa điểm nằm trong danh sách di sản dự kiến của UNESCO, sẽ được xem xét để công nhận trong tương lai.

## Danh sách

### Vị trí
Dưới đây là vị trí của các Di sản thế giới được UNESCO công nhận tại Ả Rập Saudi.

### Danh sách di sản
| Tên                                              | Hình ảnh                              | Vị trí                                                                | Tiêu chuẩn                | Diện tích ha (mẫu Anh) | Năm công nhận | Mô tả | Tham chiếu |
| ------------------------------------------------ | ------------------------------------- | --------------------------------------------------------------------- | ------------------------- | ---------------------- | ------------- | ----- | ---------- |
| Địa điểm khảo cổ Al-Hijr                         | Meda'in Saleh                         | Al Madinah 26°47′30″B 37°57′10″Đ / 26,79167°B 37,95278°Đ              | Văn hóa: (ii),(iii)       | 1.621,2 (4.006)        | 2008          |       | [ 1 ]      |
| At-Turaif ở thành phố Dir'iyah                   | At-Turaif ở thành phố Dir'iyah        | Riyadh 24°44′0″B 46°34′32″Đ / 24,73333°B 46,57556°Đ                   | Văn hóa: (iv),(v),(vi)    | 28,78 (71,1)           | 2010          |       | [ 2 ]      |
| Jeddah lịch sử, cổng đến Makkah                  | Bab Makkah                            | Jeddah, Makkah 21°32′36″B 39°10′22″Đ / 21,54333°B 39,17278°Đ          | Văn hóa: (ii),(iv),(vi)   | 17,92 (44,3)           | 2014          |       | [ 3 ]      |
| Nghệ thuật khắc đá Vùng Hail của Ả Rập Saudi     |                                       | Al-Shuwaymis và Jubbah Ha'il, Ha'il 28°00′0″B 40°54′0″Đ / 28°B 40,9°Đ | Văn hóa: (i), (iii)       | 2.043,8 (5.050)        | 2015          |       | [ 4 ]      |
| Ốc đảo Al-Ahsa, một cảnh quan văn hóa phát triển | Nhà thờ Hồi giáo Jawatha tại Al-Ahsa. | Hofuf, Al-Ahsa 25°25′46″B 49°37′19″Đ / 25,42944°B 49,62194°Đ          | Văn hóa: (iii), (iv), (v) | 8,544 (21,11)          | 2018          |       | [ 5 ]      |
| Khu vực văn hóa Hima                             | Hình ảnh lạc đà tại Bir Hima.         | Najran, Najran 25°25′46″B 49°37′19″Đ / 25,42944°B 49,62194°Đ          | Văn hóa: (iii)            | 242,17 (598,4)         | 2021          |       | [ 6 ]      |

### Danh sách dự kiến
Dưới đây là danh sách các di sản dự kiến của Ả Rập Saudi tính đến hết năm 2019:
- Đường hành hương Darb Zubayda (từ Kufa đến Makkah) (2015)
- Tuyến đường sắt Hejaz (2015)
- Đường Syria Hajj (2015)
- Đường Ai Cập Hajj (2015)
- Thành phố tiền Hồi giáo Al-Faw ở Ả Rập Saudi (2015)
- Làng di sản Rijal Almaa thuộc vùng Assir (2015)
- Làng di sản Zee Ain ở vùng Al-Baha (2015)
- Ốc đảo lịch sử Dumat al-Jandal ở Vùng Al-Jawf (2015)
- Khu bảo tồn 'Uruq Bani Ma'arid (2019)
- Khu bảo tồn Quần đảo Farasan (2019)